# Chamanthedon xanthopasta
Chamanthedon xanthopasta là một loài bướm đêm thuộc họ Sesiidae. Nó được tìm thấy ở Nam Phi và Zimbabwe.